# Roger Casale
Roger Mark Casale, född 22 maj 1960, var brittisk parlamentsledamot (Labour) för valkretsen Wimbledon i London från valet 1997 till valet 2005, då han förlorade mot sin konservativa motkandidat.